# Hearts of Iron
Hearts of Iron (HoI) je globální strategická válečná počítačová hra vyvinutá Paradox Interactive a vydaná Strategy First, odehrávající se v letech 1936–1948. Ve hře lze ovládat kterýkoliv stát existující v průběhu druhé světové války. Hra byla vydaná pro Windows v roce 2002. Také byla vydaná verze pro Mac OS, společností Virtual Programming. Hlavním programátorem je Johan Andersson. Hearts of Iron II je pokračování Hearts of Iron a obsahuje změny v herním systému, stejně jako v technologickém stromu.

## Herní systém
Systém Hearts of Iron je založen na úspěšné hře Europa Universalis, ale je v něm mnoho změn:
- velice detailní technologický strom rozdělený do 14 sekcí (pěchota, dělostřelectvo, průmysl, obrněné jednotky, námořnictvo, atd.) s desítkami technologií v každé sekci a s možností si přizpůsobit některé jednotky
- hospodářský model založený na 4 přírodních zdrojích: uhlí, ocel, guma a ropa. Armáda a průmysl jsou závislé na těchto zdrojích
- lze přiřazovat velitele jednotkám a jmenovat politické činitele ve vládě
- desítky vojenských jednotek od domobrany až po balistické rakety
- pokročilejší model počasí ovlivňující pohyb a bojovou efektivitu jednotek a zásobovacích tras

Ve hře jsou tři hlavní aliance: Spojenci, Osa a Kominterna (Komunistická internacionála). Hráč se může buď připojit k některé z aliancí nebo zůstat mimo. Hra končí, pokud zůstává jenom jedna aliance, což se ale nestává moc často. V opačném případě hra končí o půlnoci 30. prosince 1947. Vítězná aliance je určena systémem bodování. Body se udělují za ovládnutí klíčových regionů nebo měst.

## Kontroverzní body
Hra je zakázána v Číně, protože Tibet, Sin-ťiang a Mandžusko jsou zobrazeny jako samostatné státy, a Tchaj-wan je pod japonskou nadvládou.
Paradox Interactive se snaží zajistit historickou přesnost hry. Hra reprezentuje „drsné časy“ v čínských dějinách, stejně jako neuvěřitelné překážky a poměr sil, který musela Komunistická strana Číny překonat, aby vyhrála Čínskou občanskou válku.

## První verze
První verze hry (v1.00) zažehla ostré spory mezi jejími příznivci kvůli historickým nepřesnostem (např. Italové poráželi Spojené království a Spojence v Africe). Problémy první verze byly opraveny v pozdějších verzích Hearts of Iron.